# Microserica panayana
Microserica panayana är en skalbaggsart som beskrevs av Moser 1924. Microserica panayana ingår i släktet Microserica och familjen Melolonthidae. Inga underarter finns listade i Catalogue of Life.